# Ziway
Ziway – miasto w Etiopii, w regionie Oromia. Według danych szacunkowych na rok 2015 liczy 64 200 mieszkańców.